# ژان-پل دمور
ژان-پل دمور (به فرانسوی: Jean-Paul Demure) نویسنده قرن بیستم میلادی اهل فرانسه است.